# Forfoleda
Forfoleda település Spanyolországban, Salamanca tartományban. Forfoleda Valverdón, Torresmenudas, Valdelosa, Valdunciel és Calzada de Valdunciel községekkel határos. Lakosainak száma 204 fő (2024).

## Népesség
A település népessége az elmúlt években az alábbi módon változott:
| Lakosok száma | 259  | 237  | 228  | 209  | 188  | 194  | 192  | 193  | 198  | 204  |
|               | 2001 | 2004 | 2007 | 2009 | 2012 | 2014 | 2017 | 2019 | 2022 | 2024 |